# 凉州事变
凉州事变是中华民国十七年（1928年）在凉州城（在今甘肃省武威市）发生的国民军与甘肃回族军阀的武装冲突，随后回族军阀开始对普通民众进行屠杀。与同年发生的河州事变，加剧了甘肃回汉关系紧张。

## 背景
1926年国民军入甘肃省，刘郁芳担任甘肃督办。打算采用各个击破的策略，将当地军阀消灭。1927年军阀马廷勷掌控的凉州发生大地震，武威县长王珏被压死，刘郁芳派手下张东瀛接替。
马廷勷是马安良的三儿子，人称马三少。1915年起，历任凉州总兵，凉州镇守使之职。掌握凉州军事，政治，经济。刘郁芬曾向马廷勷借款，遭拒绝。刘郁芬的参谋杨光远被土匪杀在靖远甘盐池，刘怀疑是马廷勷主使。马廷勷叔父马国良去世，马廷勷前去奔丧，接见当地要人，引起刘郁芬的警觉，认为马廷勷打算趁国民军与马仲英交战，袭击国民军。

## 过程
1928年6月13日，国民军教导团团长刘志远率领手下数十人和县府警察百余人袭击镇守署，马廷勷逃跑。刘志远抄了马的仓库，得财宝不计其数，用大车装载送往兰州请功。刘郁芳率军袭击马廷勷残部，并宣布马八大罪状。马廷勷逃到皇城滩，在西宁镇守使马麒的帮助下，7月20日（农历六月初四）率大军反攻，进攻武威。21日早四时左右，马部从西南城角利用云梯爬上城墙，与守城士兵和民团展开了激烈的争夺战。由于凉州城防空虚，失守。刘郁芳手下韩风章率军撤退。县长张东瀛身负重伤，被营救出后又被追兵斩首，头颅挂在东门上示众。马廷勷部追击守军，见人就杀，守城士兵和民团攀上明朝建筑北城门楼子，被追兵放火焚烧。
城内战乱结束后，马部就开始了搜杀和抢劫。挨门搜查、盘问，遇关门闭户者，用刀劈开，不问青红皂白，全部杀死，对国民军控制区来的人杀戮最惨。当天可查杀约一千六百多人。马部到处烧杀抢掠，大量平民生命财产受巨大损失。
马廷勷逃跑时，曾把一个匣子交给他的女人带出藏匿，女人嫌重，又交给一个同行的脸上有麻子的丫头代为提携。混乱中麻丫头走散，宝贝匣子丢失。7月24日马廷勷下令找回这个匣子，全城的麻丫头被抓起来严刑拷打，追逼口供。
马廷勷占领武威后，又积极攻打永登，图谋占领兰州。从7月26日到9月下旬的两个多月中，未能占领永登城，后吉鸿昌率军攻克凉州，孙连仲率军攻永登，马部溃退武威，被孙连仲部击败，逃往皇城滩一带，被迫进入甘南地区，转往青海乐都享堂一带。后又经草地逃往成都。